# Чистопольские Выселки

Улица Чапаева, Чистопольские Выселки

Чистопольские Выселки (тат. Чистай Выселкасы) — село в Чистопольском районе Республики Татарстан, административный центр Чистопольско-Высельского сельского поселения (являясь при этом его единственным населенным пунктом). Находится в менее чем 5 километрах от г.Чистополь и в 130 километрах от столицы Республики Татарстан г. Казань.

## История села
Село Чистопольские выселки было основано выселенными царской властью из города Чистополя в 60-х годах XIX века «неблагонадежными», «слишком шумными», «непослушными», «инакомыслящих и не желающих жить стандартно» людей. Селение выглядело как небольшое поселение крестьян. Всего через 20 лет поселение разрослось в крупное по тем меркам село.
Местные крестьяне никогда не знали крепостничества, отличались трудолюбием (поэтому жили богато) и призванием к различным ремеслам. В старину здесь было развито бондарное дело. За местными бочками покупатели приезжали из многих городов России и даже были заказы из-за границы.
В 1886 году в центре села был возведен храм Преображенской Троицы. Храм строился как на средства прихожан так и на деньги купца Остолоновского. После Великой октябрьской революции, храм был закрыт и был фактически разрушен. В настоящее время храм передан Казанской епархии и в нём проходят реставрационные работы. Богослужения совершаются в воскресные и праздничные дни. Церковь восстанавливается при активном содействии внуков последнего настоятеля (до закрытия) прославленного в 2006 году священномученика Михаила Вотякова.
В 1929 году в селе впервые появился колхоз «Красный пролетарий», который в 1971 году был переименован в совхоз-техникум.
В 1990 году в селе на средства совхоза-техникума была построена школа.

## Расположение
Село Чистопольские Выселки расположено южнее города Чистополь. Северная часть села примыкает к городской территории, восточная и западная часть села находится между радиальными дорогами, исходящими из центра Чистополь к автодороге Р239. С юга село примыкает к Чистопольской объездной автодороге.

В геоморфологическом отношении территория Чистопольско-Высельского сельского поселения расположена в Западном (Низком) Закамском геоморфологическом районе. Низменное Закамье в пределах исследуемой территории совпадает с северной частью Мелекесской тектонической впадины.
Рельеф территории представляет собой слабо приподнятую, слегка волнистую, наклоненную на север и  северо-восток равнину. Абсолютные отметки местности колеблются в пределах 169,8

## Население
| 2012 | 2013  | 2014  | 2015  | 2016  | 2017  |
| ---- | ----- | ----- | ----- | ----- | ----- |
| 2622 | ↘1507 | ↗2600 | ↘2573 | ↘2564 | ↘2544 |

## Объекты и достопримечательности
- Храм Пресвятой Троицы — ул. Гагарина, д. 67А[9].
- Муниципальное общеобразовательное учреждение Чистопольско-Высельская Школа Чистопольского района Республики Татарстан ул. Чапаева, д.64а[10]
- Чистопольский «Совхоз-техникум»[11]
- Отделение ОАО «Ак Барс Банк» — ул. Чапаева, д. 89а[12]

## Знаменитые жители и уроженцы села
- Священномученик (протоиерей) Михаил (Вотяков) (1881—1931) — настоятель местного храма с 1930 по 22 апреля 1931 года. Арестован, осужден и расстрелян в 1931 году по обвинению в контрреволюционной деятельности и антисоветской пропаганде[13].
- Наумов, Андрей Зиновьевич (1881—1950) — генерал-майор, участник Первой Мировой, Гражданской и Великой Отечественной войны. Осужден и расстрелян за измену Родине. Не реабилитирован.[14]
- Иванов Дмитрий Алексеевич (род. 1972) — чемпион Республики Татарстан, чемпион России, чемпион Европы, чемпион мира по армспорту, мастер спорта международного класса, с 2010 по 2012 гг руководитель Исполнительного комитета Чистопольского муниципального района, с 20.01.2012 года И. о. Начальника Управления по охране и использованию объектов животного мира Республики Татарстан[15].
- Семёнов Николай Иванович (1915—1998) — участник Великой Отечественной войны, полный кавалер ордена Славы.